# UFC Performance Institute
O UFC Performance Institute é a instalação oficial de artes marciais mistas (MMA) da promoção americana Ultimate Fighting Championship (UFC). O prédio está localizado em Enterprise, Nevada, em frente ao UFC Apex, e funciona como sede da empresa.

## História
O instituto foi inaugurado em maio de 2017 e é o primeiro centro mundial de MMA para desenvolvimento, inovação, pesquisa e treinamento. Até 400 lutadores já visitaram o centro, além de atletas de outras modalidades.
Em junho de 2019, uma segunda instalação foi inaugurada em Xangai, na China. O nome oficial da instalação é UFC Performance Institute Shanghai. Tem sido usado para treinar atletas chineses para os Jogos Olímpicos.
Duas novas instalações são propostas para o México e a Nigéria. O UFC Performance Institute México, o primeiro a abrir no continente americano fora dos EUA, foi inaugurado em 24 de fevereiro de 2024, horas antes do evento UFC Fight Night 237.